# 美又温泉
美又温泉（みまたおんせん）は、島根県浜田市（旧金城町）にある温泉。

## 泉質
- アルカリ性単純温泉（低張性単純温泉）
  - 源泉温度47℃
  - 無色透明の源泉
  - ぬるぬる感のある触感
  - PHが高く、メタケイ酸も豊富であり、肌に対する効能から、「美人の湯」の異名を持つ。また、源泉を利用した化粧品も存在する[2]。

## 温泉街
家古屋川と迫原川の合流部付近の山間に位置し、9軒の旅館が存在する。共同浴場は1軒、美又温泉会館が存在する。

## 歴史
開湯は1864年（元治元年）である。入湯当時は道端の岩の裂け目から湯が湧き出していた。この温泉は源泉温度が36.9℃であり加温していたため、1959年（昭和34年）に43度の新源泉を掘っている。
石見の魚行商人が安芸方面へ行く道すがら足を洗ったり、暖めて疲れを取ったと伝わる。日露戦争時には浜田歩兵第21連隊の療養所などもおかれていた。
かつては「山陰で最も田舎びた温泉」と評されたこともあるような田舎の鄙びた温泉街であったが、1970年（昭和45年）に金城町営の美又温泉国民保養センターができたころより広く知られることとなり、浜田自動車道の開通によって観光客が増えたこともあって1993年（平成5年）には国民保養センターの展望浴場の増築が行われている。
1996年には、ボーリングにより新源泉の開発が行われている。

## 「温泉総選挙」成績・受賞歴
官民で観光促進に取り組む「旅して日本プロジェクト」主催の「温泉総選挙」ランキングは以下の通り。
- 「温泉総選挙」2021：「うる肌部門」第１位[11]
- 「温泉総選挙」2022：「うる肌部門」第２位[12]
- 「温泉総選挙」2022：環境大臣賞[12]
- 「温泉総選挙」2023：「うる肌部門」第１位[13]
- 「温泉総選挙」2024：「うる肌部門」第１位[14]
- 「温泉総選挙」2024：地方創生担当大臣賞[15]

## アクセス
- 山陰本線浜田駅より浜田市生活路線バスで約40分[16][注釈 1]。
- 高速バス「いさりび号」にて金城停留所下車後、各旅館施設の送迎もしくはタクシーを利用[17]。
- 浜田自動車道金城スマートインターチェンジから7km[17]。